# Teleférico de Santiago
Die Teleférico de Santiago (deutsch Seilbahn von Santiago) ist eine touristisch genutzte Luftseilbahn in der chilenischen Hauptstadt Santiago de Chile und führt von Nordosten auf den 880 Meter hohen Hausberg der Stadt, den Cerro San Cristóbal. Die aktuelle Gondelbahn bedient, wie auch ihre Vorgängerin, drei Stationen auf etwas über 2 Kilometern Strecke.

## Geschichte

### Erste Bahn (1980–2009)

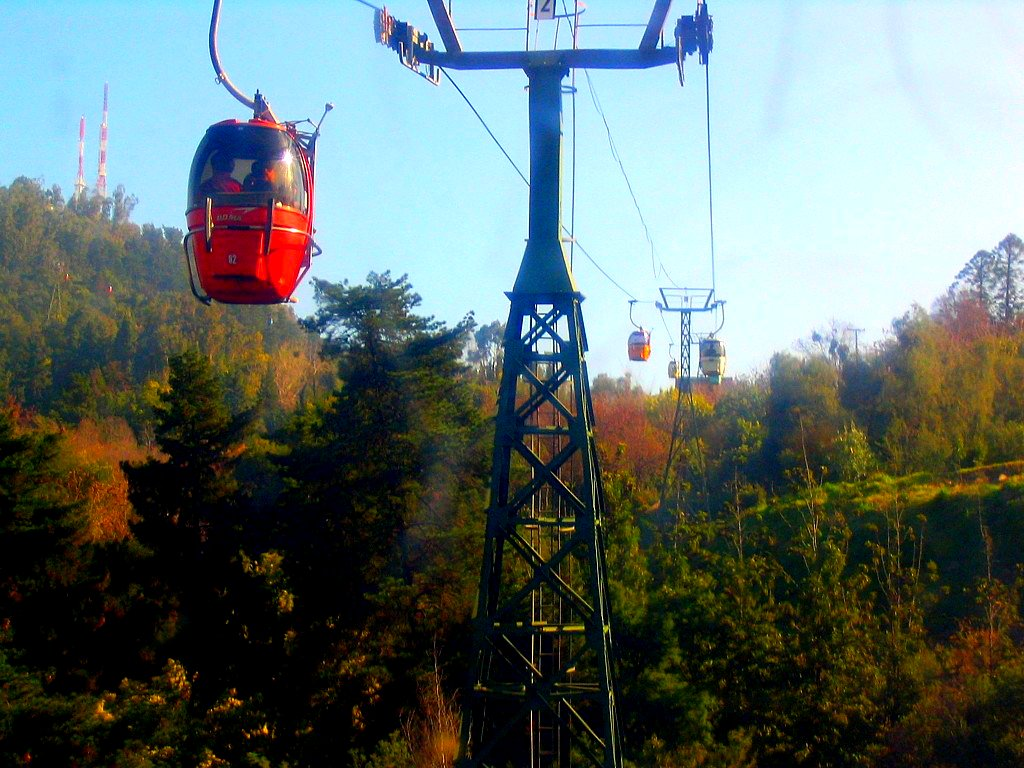
Die erste Bahn der Teleférico de Santiago (2003)

Der Bau der ersten Teleférico de Santiago begann 1979 und dauerte etwa ein Jahr, hauptsächlich aufgrund der Rauheit des Vulkangesteins, auf dem die 12 Stützen errichtet wurden.
Die Seilbahn wurde am 1. April 1980 offiziell eingeweiht. Sie verfügte über 72 ovale Kabinen für jeweils maximal vier Passagiere, die die 2,1 Kilometer lange Strecke mit maximal 14,4 Stundenkilometern (4 Meter pro Sekunde) in 10 Minuten zurücklegten.
Der erste ernste Seilbahnunfall ereignete sich am 6. September 1992, als etwa zwanzig Passagiere, Kinder und Erwachsene, in schwebenden Kabinen gefangen waren. Die Kabine Nummer 42 (eine von zehn, die zu diesem Zeitpunkt noch nicht gewartet worden waren) hatte gerade Stütze Nummer 5 überquert, als sich eine der beiden Klammern, mit denen sie am Tragseil befestigt war, löste. Dies führte zur Entgleisung der Kabine, die zu diesem Zeitpunkt keine Passagiere beförderte.
Am 12. Dezember 2008 waren aufgrund eines neuerlichen mechanischen Defektes 20 Menschen zwei Stunden lang in der Seilbahn gefangen. Es wurden keine Verletzungen gemeldet.
Und am 7. Juni 2009 kam es zu einem weiteren mechanischen Defekt im System: das Getriebe, welches die Geschwindigkeit des Systems regulierte, brach, was zu einer unbefristeten Betriebseinstellung führte.

### Zweite Bahn (seit 2016)
Im Jahr 2011 wurde ein Projekt ausgeschrieben, das den Neubau der Teleférico, die Ausstattung mit neuen Kabinen und die Wiederherstellung der Infrastruktur vorsah. Die Bahn sollte 2012 wieder für die Öffentlichkeit zugänglich gemacht werden. Das chilenische Ministerium für Wohnungsbau und Stadtentwicklung erhielt jedoch nur ein einziges Angebot, lehnte dieses ab, erklärte die Ausschreibung für ungültig und schrieb einen neuen öffentlichen Wettbewerb aus. Die Neuausschreibung erfolgte im November 2013

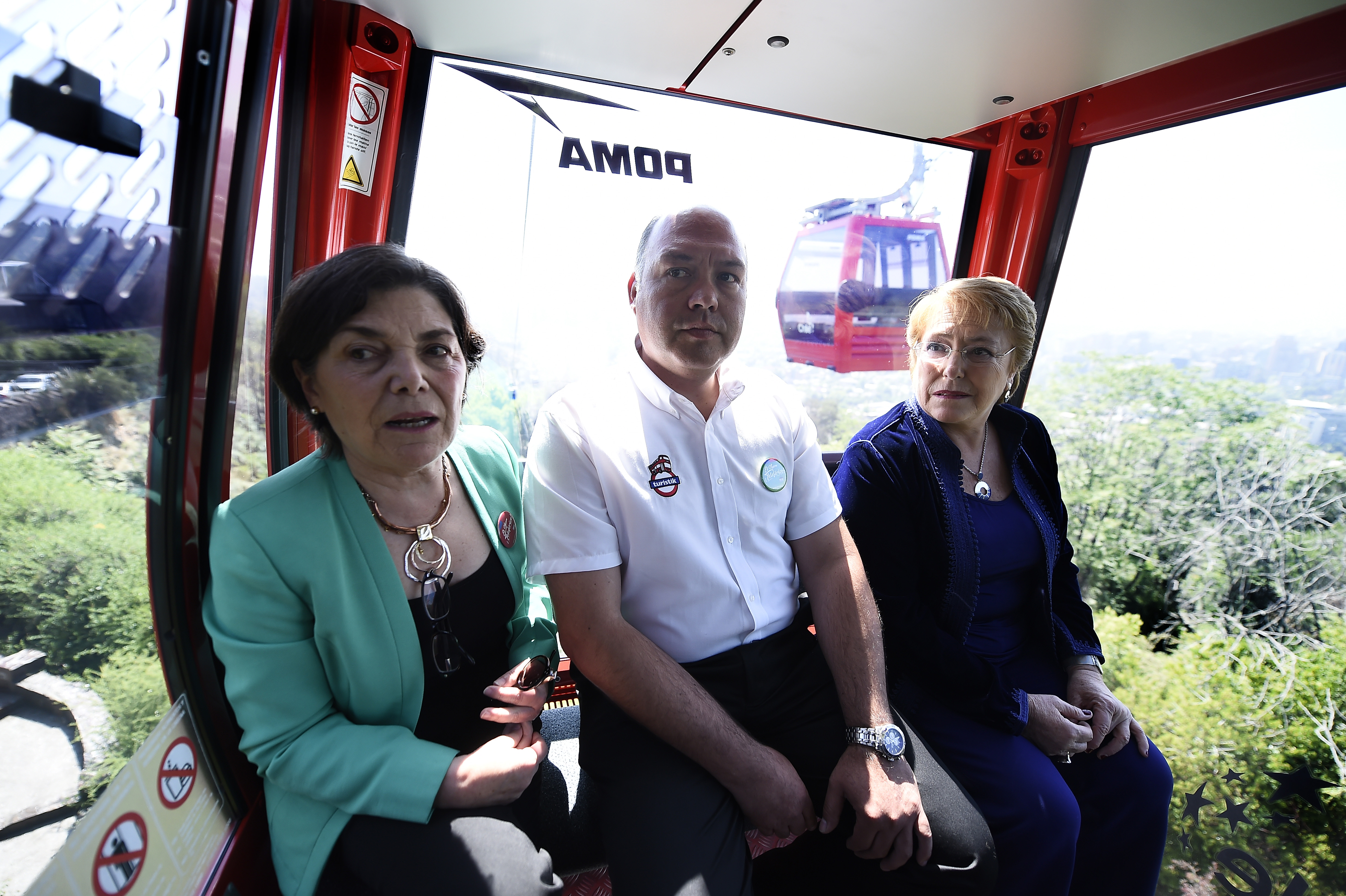
Wiedereröffnung der Teleférico am 24. November 2016

Ende Dezember 2014 wurde von Ministerin Paulina Saball bei einem Besuch im Parque Metropolitano bekannt gegeben, dass die 2,1 Kilometer lange Seilbahn in der zweiten Jahreshälfte 2016 wiedereröffnet werden soll, nachdem eine Reihe von Wartungs- und Renovierungsarbeiten, die im März 2015 beginnen sollten und geplante Kosten von 9,5 Millionen Dollar bedeuten sollten, abgeschlossen seien. Im Januar 2016 rief das chilenische Ministerium für Wohnungsbau und Stadtentwicklung einen öffentlichen Wettbewerb aus, bei dem soziale Organisationen und Nichtregierungsorganisationen, Nachbarschaftsverbände oder Gemeinden Projekte zur Erhaltung des Erbes der 56 stillgelegten Seilbahnkabinen einreichen sollten, die seit 1980 Teil des ursprünglichen Systems waren. Am 29. Juli desselben Jahres wurden im Centro Cultural Espacio Matta die Siegerprojekte vorgestellt, darunter Bibliotheken, Erholungsräume und ein motorisierter Zug im Pueblito Las Vizcachas.
Die Teleférico de Santiago wurde am 24. November 2016 von Präsidentin Michelle Bachelet wiedereröffnet. Zwischen dem 14. und 16. Dezember des Jahres wurde die Seilbahn zum ersten Mal für Wartungsarbeiten geschlossen, nachdem sie in den ersten 16 Tagen rund 500 Betriebsstunden erreicht und mehr als 68.000 Passagiere transportiert hatte.

## Strecke
Die Seilbahn liegt auf der Nordostseite des Cerro San Cristóbal. Sie führt von der Talstation Oasis am Parque Aventure nahe der Avenida El Cerro auf 619 Metern Meereshöhe westsüdwestwärts und erreicht nach 715 Metern die Zwischenstation Tapahue. Dort knickt sie nach Südwesten ab und verläuft über weitere 1.260 Meter zur Bergstation Cumbre auf 828 Metern über dem Meer.

## Technik
Die Teleférico de Santiago ist eine Umlaufseilbahnen.
Die neue Seilbahn verfügt über 47 Kabinen (16 rote, 16 blaue und 15 grüne), die jeweils bis zu sechs Personen befördern können. Alle Kabinen verfügen über Klappsitze, sodass jeweils ein Rollstuhl transportiert werden kann. Auf dem Dach sind Solarpaneele aufmontiert, die die Stromversorgung auch im Notfall gewährleisten. Jede der in Aluminiumbauweise hergestellten Kabinen hat ein Gewicht von 560 Kilogramm ohne Passagiere. Ursprünglich hatte diese zweite Bahn weitere 8 offene Traggestelle, die ausschließlich für den Fahrradtransport vorgesehen waren (vier Fahrräder je Gestell) sowie ein offenes Transportgestell für Versorgungsfahrten. Deren Einsatz wurde jedoch bald wieder eingestellt. Die Geschwindigkeit der Bahn kann zwischen 1 und 5 Metern pro Sekunde variiert werden, maximal sind somit 18 Stundenkilometer erreichbar.

## Betrieb

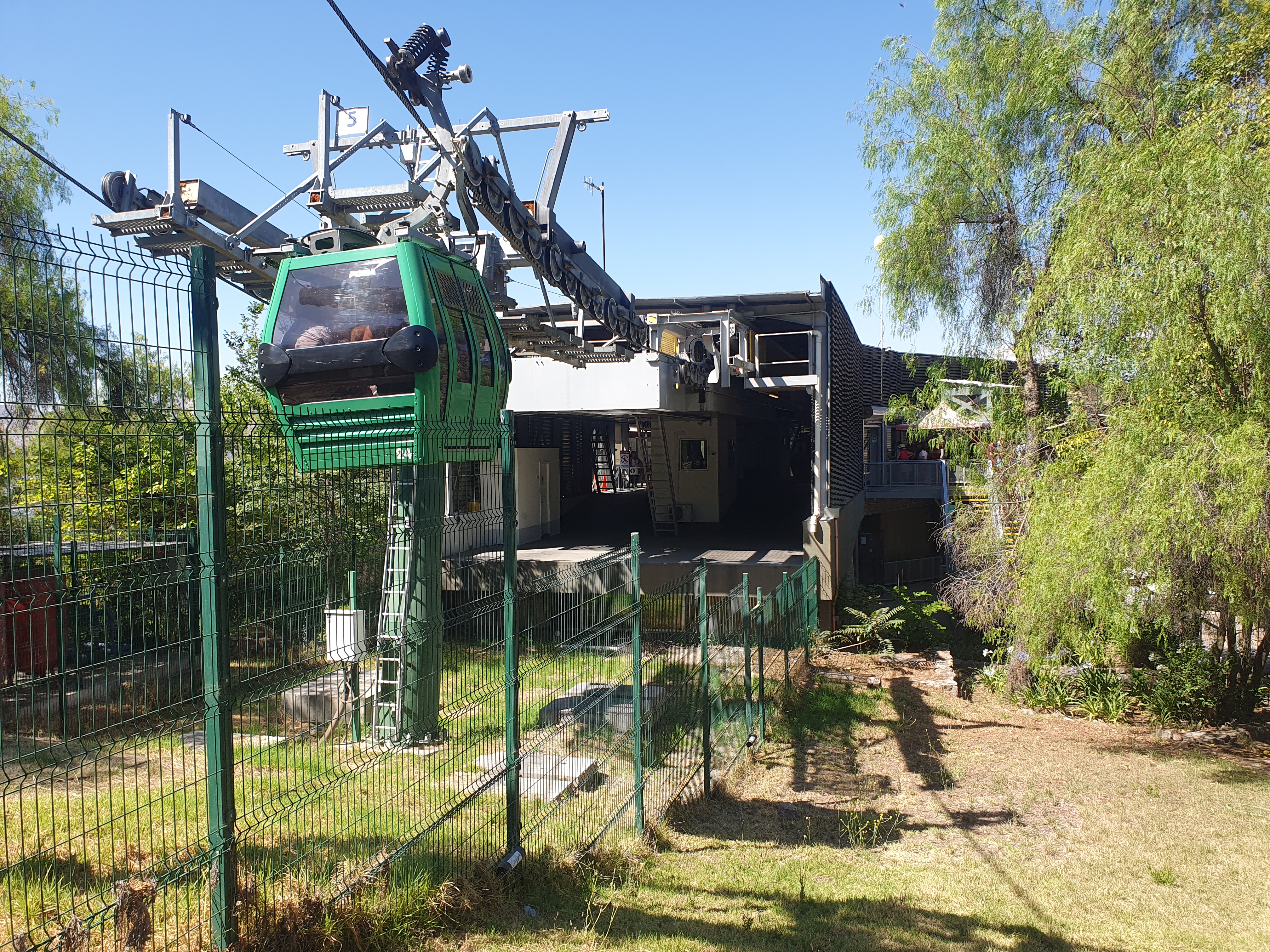
Ausfahrt aus der Mittelstation Tupahue (2024)

Am 12. August 2016 gab die Regierung bekannt, dass die zehnjährige Konzession für die Teleférico de Santiago an Transportes Turísticos Santiago Limitada (Turistik) vergeben wurde. Dazu gehört auch der Betrieb von acht umweltfreundlichen, markanten roten Doppeldeckerbussen innerhalb des Parque Metropolitano sowie die Einrichtung und Bewirtschaftung von Cafés und Restaurants in den Stationen. Dafür erhält der chilenische Staat eine feste wirtschaftliche Entschädigung von 7.200 UF pro Jahr (bei Vertragsabschluss entsprach 1 UF 26.183,77 CLP, umgerechnet 35,64 €, womit der feste Teil der Jahresentschädigung seinerzeit 256.608 EUR betrug) und eine weitere variable Entschädigung, die auf einem Prozentsatz des Gewinns des Konzessionärs basiert.
Die Betriebszeiten der Teleférico sind in Winterzeiten dienstags bis sonntags von 10:00 bis 18:45 Uhr, an jedem Montag ist die Bahn geschlossen. Eine Berg- oder Talfahrt über die Gesamtstrecke dauert jeweils rund 7:30 Minuten.
Im April 2025 kostet die einfache Fahrt über die Gesamtstrecke für eine Erwachsene Dienstag bis Freitag 3000 Pesos (CLP), umgerechnet 2,80 EUR, an Wochenenden und Feiertagen 3600 CLP, umgerechnet 3,40 EUR.

## Auszeichnungen
Im Juli 2024 erhielt die Teleférico de Santiago nach Abstimmung von TripAdvisor-Nutzenden die Auszeichnung „Best of the Best“ in Lateinamerika.